# Mali
Mali, officielt Republikken Mali (fransk: République du Mali) er en indlandsstat i Vestafrika. Mali er det syvendestørste land i Afrika og grænser mod nord til Algeriet, mod øst til Niger, mod syd til Burkina Faso og Elfenbenskysten, mod sydvest til Guinea og mod vest til Senegal og Mauretanien. 
Dagens Mali var tidligere en del af tre vestafrikanske riger, som kontrollerede Trans-Sahara-handelen: Ghanariget, Maliriget (som Mali er navngivet efter) og Songhai-Imperiet. Sent i 1800'erne kom Mali under fransk kontrol og blev en del af Fransk Sudan. Mali fik sin uafhængighed i 1959 sammen med Senegal, som Føderationen Mali. Året efter blev Føderationen Mali en uafhængig nation. Efter lang tid med etpartistyre førte et statskup i 1991 til en ny forfatning og Mali blev en demokratisk flerpartistat. I januar 2012 udbrød der et oprør i det nordlige Mali og den nye stat Azawad blev udråbt. Konflikten blev yderligere kompliceret af et militærkup i marts. Med støtte fra franske styrker generobrede regeringsstyrker kontrollen med det meste af området og der blev afholdt præsidentvalg i 2013.
Mali er et konstitutionelt demokrati inddelt i otte regioner. Malis nordlige grænser når midten af Sahara, mens landets sydlige region med størstedelen af indbyggerne har floderne Niger og Senegal. Landets økonomi bestemmes hovedsageligt af landbrug og fiskeri. Nogle af Malis naturressourcer er guld, uran og salt. Mali er et af verdens fattigste lande.
Den maliske befolkning, ca. 12 millioner, med etniske grupper fra Subsaharisk Afrika, som har historiske, kulturelle, sproglige og religiøse ligheder. Fransk er det officielle sprog og islam er den mest udbredte religion. Landet har en varieret hverdagskultur pga. sin etniske og geografiske forskellighed.

## Historie
Mali var tidligere en del af tre vestafrikanske riger, som kontrollede Trans-Sahara-handelen med guld, salt og andre varer. Disse sahariske kongeriger havde ingen strenge geopolitiske grænser og heller ikke etniske identiter. Det ældste af disse riger var Ghanariget, som domineredes af soninkérne, et mande-talende folk. Nationen udvidede sig i Vestafrika fra det 8. århundrede til 1078, da den blev besat af almoraviderne.
Maliriget, der senere blev skabt i den øvre Niger-flod, fik stor betydning i det 14. århundrede. I Maliriget var de ældgamle byer Djenné og Timbuktu centre for handel og læren om islam. Riget forfaldt som resultat af en intern intrige og blev fortrængt af Songhai-Imperiet i det 15. århundrede. Songhai-folket havde sin oprindelse i det nuværende nordvestlige Nigeria. Songhai-Imperiet havde i lang tid været et stærkt styre i Vestafrika og stod tilbage som en genstand for Malirigets styre. I det sene 14. århundrede, fik Songhai sin uafhængighed fra Maliriget, udvidede sig og indbefattede den østlige del af Maliriget. Rigets kollaps var for det meste resultatet af berbernes invasion i 1591. Songhai-Imperiets fald markerede slutningen på regionens rolle som et handelscenter. Ved de nye de europæiske styrkers etablering af havruter mistede Trans-Sahara-handelsruterne deres betydning.
I kolonitiden kom Mali under fransk kontrol sent i 1800-tallet. I 1905 var det meste af området under fransk kontrol som en del af Fransk Sudan. Tidligt i 1959 forenede Mali og Senegal sig til Føderationen Mali. Føderationen fik uafhængighed fra Frankrig 20. juni 1960. Senegal trak sig fra føderationen i august 1960. Modibo Keïta blev valgt som den første præsident og etablerede en etpartistat med uafhængig afrikansk og socialistisk orientering, som havde tætte bånd til Østen, og gennemførte en ekstensiv nationalisering af økonomiske resurser.
I november 1968 blev Keïtas regime styrtet i et ikke-blodigt militærkup ledet af Moussa Traoré. Det følgende militærledede regime med Traoré som præsident prøvede at ændre økonomien i landet. Det blev forpurret af politisk tumult og tørke mellem 1968 og 1974. Traorés regime mødte begyndende uro i det sene 1970'ere og tre kupforsøg. Dog undertrykte Traorés regime alle uligheder til sent i 1980’erne. Regeringen fortsatte med at forsøge økonomiske reformer, og den almindelige borger blev i stigende grad misfornøjet. Voksende krav for et flerpartisk demokrati gjorde, at Traorés regime tillod begrænset politisk liberalisering, men nægtede at indlede et demokratisk system. I 1990 begyndte sammenhængende modstandsbevægelser at dukke op og situationen blev kompliceret af den stigende etniske vold mod nord, fulgt af tuareg-folkets tilbagevenden til Mali. Anti-regeringsprotester i 1991 førte til et kup, en overgangsregering og en ny forfatning. I 1992 vandt Alpha Oumar Konaré Malis første flerpartivalg. Efter sit genvalg i 1997 satte præsident Konaré gang i politiske og økonomiske reformer og bekæmpede korruption. I 2002 vandt Amadou Toumani Touré valget. Han var tidligere general og leder af militæraspektet i demokratiets opstand i 1991. Mali var frem til 2012 et af de mest politisk og socialt stabile lande i Afrika.

### Løsrivelsesbevægelsen i Azawad
I januar 2012 begyndte en gruppe tuareger fra Den Nationale Bevægelse for et Frit Azawad (MNLA) et oprør i det nordlig Mali, for en selvstændig stat i Azawadområdet. Det er soldater, der har kæmpet for Muammar Gaddafi i Libyen.  
De var svært bevæbnede med våben medbragt fra det Libyske borgerkrigs-kaos, og fik i i marts tilslutning fra radikale islamister i gruppen Ansar Dine ("Troens Forsvarere"). 
Den 22. marts gennemførte en officer i den maliske hær Amadou Sanogo et militærkup i Bamako. Juntaen kalder sig CNRDRE (Le Comité National pour la Restauration de la Democratie et le Redressement de l’Etat).
Den officielle begrundelse var, at hæren i nord var underbemandet og dårligt udstyret.[kilde mangler] Men han var støttet af en stigende utilfredshed med landets politiske klasse og især præsident Amadou Toumani Touré. Han gik i skjul, og landets forfatning fra 1992 blev sat ud af kraft.
I slutningen af marts indtog MNLA og Ansar Dine de to hovedbyer Gao og Kidal, og den maliske hær jagedes helt ud af den nordlige del af landet. Den 2. april indtages Timbuktu. 
Fredag d. 6. april 2012 erklærede Tuareg-bevægelsen Den uafhængige stat Azawad (fransk: État indépendant de l'Azawad), uafhængig fra Mali. Der var begyndende splittelse mellem tuaregerne i MNLA og islamisterne i Ansar Dine, men de forsøgte at styrke samarbejdet, hvilket medførte at landet 26. maj skiftede navn til "Den islamiske republik Azawad".[kilde mangler]
Den 6. april trådte også Amadou Toumani Touré tilbage og afløstes 12. april af Dioncounda Traoré som midlertidig præsident. 
I juni udtalte en talsmand for Ansar Dine, at det er gruppens ønske at indføre sharia i ”hele Mali” og en uafhængig stat i nord-Mali; samtidig er der sammenstød mellem dem og MNLA, lige som der opstår flere lokale modstandsgrupper.[kilde mangler]
Det Vestafrikanske Økonomiske Fællesskab, ECOWAS, vedtog 16. juni at indsætte en interventionsstyrke på 3.270 mand, hovedsageligt fra Nigeria, Senegal og Niger. Den skal ”stabilisere og konsolidere” overgangsmagten i Bamako og sammen med den maliske hær ”generobre” den nordlige del af landet, men først når alle muligheder for dialog med oprørerne i nord er udtømte, som det hedder i en erklæring. FNs generalsekretær Ban Ki-moon støtter dette initiativ.
Konflikten har sendt over 320.000 maliere på flugt, og der er desperat nød i området. FNs Børnefond (UNICEF) oplyser, at 12 millioner mennesker trues af akut sult på tværs af Sahel-bæltet, og at situationen i Mali forværrer problemet.
UNESCO satte 28. juni 2012 Timbuktu på listen over Verdensarvsområder i fare.
Både karavanebyens kulturmindesmærker og en pyramide, rejst af regenten i 1495, er truet af yderligtgående islamisters og lovløse elementers hærgen.
Premierminister Cheick Modibo Diarra blev 11. december 2012 arresteret af 20 soldater fra den militære base Kati.
Det var fra samme militære base, at statskuppet d. 21. marts 2012 blev gennemført. Senere samme dag erklærede Cheick Modibo Diarra at han og hans regering gik af.
Den konstituerede præsident Diouncounda Traoré har d. 12. december udnævnt Django Sissoko som ny konstitueret premierminister.

## Politik og regering
Mali er et konstitutionelt demokrati undergivet en forfatning fra 12. januar 1992, der blev ændret i 1999. Forfatningen var udarbejdet efter en traditionel adskillelse af magten mellem udøvende, lovgivende og dømmende magt.Regeringens system beskrives som semi-præsidentisk. Systemet betegnes som semi-præsidentielt.
Den udøvende magt overdrages til præsidenten, som vælges i en periode på fem år og har en begrænsning på to perioder. Præsidenten er statsoverhoved og de væbnede styrkers øverstkommanderende. Premierministeren udpeges af præsidenten og er regeringschef og styrer ministerrådet. Nationalforsamlingen er Malis eneste lovgivende magt og består af repræsentanter, som vælges i 5-årige perioder. Efter valgene i 2007 har Alliance pour la démocratie et le progrès 113 ud af 160 sæder i forsamlingen. Forsamlingen holder to forsamlinger hvert år og debatterer og stemmer på lovgivningen, indsendt af et medlem eller af regeringen.
Forfatningen sørger for en uafhængig domstol, men den udøvende magt fortsætter med at udøve indflydelse på det dømmende område ved at udpege dommere og overser både de dømmende funktioner og den lave håndhævelse. Malis højeste domstol er højesteretten, som både har dømmende og administrative styrker og en adskilt forfatningsdomstol, der sørger for dømmende gennemgang af lovgivende handlinger og står som en valgdommer. Adskillige lavere domstole eksisterer, selv om landsbychefer og ældre skal løse uenigheder i byområder.
Militæret tog magten ved et statskup den 22. marts 2012, hvilket udsatte præsident og parlamentsvalg. Da valgene blev gennemført i 2013 opnåede den nuværende præsident Ibrahim Boubacar flertal, og blev indsat i præsidentembedet den 4. september 2013. 

### Udenrigsrelationer
Malis udenrigspolitiske orientering er i stigende grad blevet vigtig og vestlige igennem tiden. Siden institutionen af en demokratisk regering i 2002, er Malis relationer med Vesten og USA blevet forbedret betydeligt. Mali har endnu et længevarende forhold til Frankrig, den tidligere styrer. Mali er aktiv i regionale organisationer som den Afrikanske Union. Ved at kontrollere og løse regionale konflikter, som i Elfenbenskysten, Liberia og Sierra Leone, er Malis vigtigste udenlandske mål. Mali føler sig truet af potentialet for konflikter i nabolandene, og forholdet med disse er ofte svære. Generel usikkerhed langs grænser mod nord inkluderer banditter ved krydsningsgrænserne og terrorisme, der tilbageholder problemer i regionale forhold.

### Militær
Malis militær består af en hær, som består af landstyrker, en lille flåde og et luftvåben. Militæret er underbetalt, lidt bevæbnet og har brug for mere rationalisering. Organiseringen lider af indblandingen fra uregelmæssige tuaregstyrker, der er gået ind i det regulære militær i 1992-aftalen mellem regeringen og tuareg-oprørsstyrker. Militæret har holdt lav profil siden demokratiets overgang i 1992. Den nuværende præsident, Amadou Toumani Touré, er en tidligere hærgeneral.

### Azawad
Fredag d. 6. april 2012 erklærede Tuareg-bevægelsen en del af Mali uafhængig og navngav deres nye stat Den uafhængige stat Azawad. Lørdag d. 26. maj gik Tuareg-bevægelsen, i et forsøg på at styrke Azawad, i samarbejde med de islamistiske oprørere i Ansar Dine, og landet er nu kendt som "Den islamiske republik Azawad". Ansar Dine har siden fordrevet Tuareg-bevægelsen og er gået i gang med at destruere kulturarv. Azawad er ikke internationalt anerkendt.

### Administrativ inddeling
Mali er inddelt i otte regioner (régions) og et distrikt. Hver region har en guvernør. Siden Malis regioner er enorme, inddeles landet i yderligere 49 cercle, og 288 arrodissmenter i alt. Borgmestre og valgte byrådsmedlemmer styrer arrondissemneterne.
Regionerne er nummererede, oprindelig fra vest mod øst, med romertal. Hovedstaden Bamako administreres separat og udgør sit eget distrikt.
De otte regioner og Bamako District ses nedenfor. Folketallene er fra folketællingerne i 1998 og 2009.
| Navn       | Region nummer | Areal (km2) | Befolkning Folketælling 1998 | Befolkning Folketælling 2009 |
| ---------- | ------------- | ----------- | ---------------------------- | ---------------------------- |
| Kayes      | Région I      | 119.743     | 1.374.316                    | 1.996.812                    |
| Koulikoro  | Région II     | 95.848      | 1.570.507                    | 2.418.305                    |
| Bamako     | Unnumbered    | 252         | 1.016.296                    | 1.809.106                    |
| Sikasso    | Région III    | 70.280      | 1.782.157                    | 2.625.919                    |
| Ségou      | Région IV     | 64.821      | 1.675.357                    | 2.336.255                    |
| Mopti      | Région V      | 79.017      | 1.484.601                    | 2.037.330                    |
| Tombouctou | Région VI     | 496.611     | 442.619                      | 681.691                      |
| Gao        | Région VII    | 170.572     | 341.542                      | 544.120                      |
| Kidal      | Région VIII   | 151.430     | 38.774                       | 67.638                       |

## Geografi
Mali er en indlandsstat i Vestafrika og grænser i nord mod Algeriet, i øst mod Niger, i syd mod Burkina Faso og Elfenbenskysten, i sydvest mod Guinea og i vest mod Senegal og Mauretanien. Med sine 1.240.000 km² er Mali det 24. største land og kan arealmæssigt sammenlignes med Angola eller Sydafrika. Det meste af landet ligger i det sydlige Sahara, som skaber tørre årstider. Landet strækker ud mod sydvest, gennem det subtropiske Sahel-bælte til den sudanesiske savannezone. Mali har for det meste et fladt terræn og rejser sig til de nordlige sletter, som dækkes af sand. Mount Hombori er med sine 1.153 meter over havet det højeste punkt i Mali, mens det laveste ligger ved floden Senegal med 23 m.

### Klima
Landets klima går fra subtropisk mod syd til gold mod nord. Meget af landet modtager forsømmende regn, og tørke er hyppigt. Mellem det sene juni til det tidlige december ligger årsregnen. I løbet af denne tid er oversvømmelser floden Niger almindelige. Nationen har betydelige naturresurser som guld, uran, fosfat, kaolinit, salt og kalksten, der er meget benyttede. Mali har mødt talrige miljøforandringer, heraf ørkenspredning, afskovning, erosion og utilstrækkelig vandforsyning af drikkevand.
| Vejr for Bamako, Mali                                     | Vejr for Bamako, Mali | Vejr for Bamako, Mali | Vejr for Bamako, Mali | Vejr for Bamako, Mali | Vejr for Bamako, Mali | Vejr for Bamako, Mali | Vejr for Bamako, Mali | Vejr for Bamako, Mali | Vejr for Bamako, Mali | Vejr for Bamako, Mali | Vejr for Bamako, Mali | Vejr for Bamako, Mali | Vejr for Bamako, Mali |
|                                                           | Jan                   | Feb                   | Mar                   | Apr                   | Maj                   | Jun                   | Jul                   | Aug                   | Sep                   | Okt                   | Nov                   | Dec                   | År                    |
| --------------------------------------------------------- | --------------------- | --------------------- | --------------------- | --------------------- | --------------------- | --------------------- | --------------------- | --------------------- | --------------------- | --------------------- | --------------------- | --------------------- | --------------------- |
| Gennemsnitlig maks °C                                     | 33,4                  | 36,4                  | 38,5                  | 39,6                  | 38,5                  | 35,3                  | 32,1                  | 31,1                  | 32,2                  | 34,6                  | 35,3                  | 23,4                  | 35                    |
| Gennemsnitlig min °C                                      | 17                    | 19,9                  | 22,9                  | 25,2                  | 25,4                  | 23,6                  | 22,2                  | 21,8                  | 21,6                  | 21,3                  | 18,4                  | 16,8                  | 21,3                  |
| Gennemsnitlig nedbør mm                                   | 0,6                   | 0,7                   | 2,1                   | 19,7                  | 54,1                  | 132,1                 | 224,1                 | 290,2                 | 195,9                 | 66,1                  | 5,2                   | 0,5                   | 991,3                 |
| Kilde (2016): World Meteorological Organization (engelsk) |                       |                       |                       |                       |                       |                       |                       |                       |                       |                       |                       |                       |                       |

## Økonomi
Mali er et af verdens fattigste lande. En arbejders gennemsnitlige årsløn er omtrent US$ 1.500. Mellem 1992 og 1995 forsøgte Mali et økonomisk justeringsprogram, som resulterede i økonomisk vækst og mindre uligevægt. Programmet forbedrede sociale og økonomiske vilkår og førte til, at Mali den 31. maj 1995 kunne optages i WTO. Landets BNP er vokset som resultat. I 2002 var BNP på US$ 3,4 mia., hvilket blev forøget til US$ 5,8 mia. i 2005, som står til 17,6% i årstilvækst. 
Malis vigtigste industri er landbrug. Bomuld er landets største eksportvare og sælges til Senegal og Elfenbenskysten. I løbet af 2002 blev der produceret 620.000 ton bomuld i Mali, men bomuldspriserne faldt i 2003. Ud over bomuld dyrkes ris, hirse, majs, grøntsager, tobak og træ. Guld, husdyr og landbrug står for 80% af Malis eksport. 80% af arbejderne er beskæftiget i landbruget, mens 15% er beskæftiget i servicesektoren. Årstidernes skiften fører dog til sæsonbetinget midlertidig arbejdsløshed blandt mange landarbejdere.
I samarbejde med International Development Association lempede Mali i 1991 håndhævelsen af minedriftsreglerne. Det førte til fornyet udenlandsk interesse og investering i mineindustrien. Guld findes i den sydlige region, og Mali har en tredjestørste guldproduktion i Afrika (efter Sydafrika og Ghana). Fund af guld – Malis hovedeksportsprodukt fra 1999 – har afbødet de negative følger af fald i bomuldspriserne og uro hos den vigtige handelspartner Elfenbenskysten. Andre naturresurser er kaotin, salt, fosfat og kalksten.
Elektricitet og vand leveres af Energie du Mali, og tekstiler frembringes af Industry Textile du Mali. Mali har fået effektiv vandkraft, der skaffer over halvdelen af elektriciteten. I 2002 blev 700 kWh produceret af vandkraft i Mali. Regeringen deltager i udenlandsk involvering, angående handel og privatisering. Mali gennemgik økonomiske reformer i begyndelsen af 1988 ved at underskrive aftaler med Verdensbanken og Den Internationale Valutafond. Fra 1988 til 1996 reformerede regeringen offentlige virksomheder. Efter aftalen blev 16 virksomheder privatiseret, 12 delvist privatiseret og 20 afviklet. To hovedvirksomheder, Societé de Telecommunications du Mali (SOTELMA) og Cotton Ginning Company (CMDT), forventedes at blive privatiseret i 2008.

## Samfund

### Demografi
I juli 2007 havde Mali en befolkning på ca. 12 millioner, med en årstilvækst på 2,7%. Befolkningen forventedes at nå 13.506.000 indbyggere i 2010. I 2002 levede 68% af befolkningen i byområder og 5-10% var nomadiske. Mere end 90% af befolkningen lever i landets sydlige del, især i Bamako, der har over 1 million indbyggere.
I 2007 var omkring 48% af malierne under 15 år, 49% var 15-64 år, og 3 % var 65 år eller ældre. Medianalderen var 15,9 år. Fødselsraten i 2007 var 49,6 fødsler pr. 1.000, og den samlede fertilitetsrate var 7,5 børn pr. kvinde. Dødsraten i 2007 var 16,5 dødsfald pr. 1.000. Den forventede levealder var 49,5 år (47,6 for mænd og 51,5 for kvinder). Mali har en af verden største børnedødeligheder, med 217 dødsfald pr. 1.000.
Malis befolkning har etniske grupper fra Subsahara, som har historiske, kulturelle, sproglige og religiøse ligheder. Folket bambara er langt den største etniske og udgør 36,5% af befolkningen. Samlet udgør bambara, soniké og malinké alle fra den brede mandé-gruppe 50% af befolkningen. Andre betydelige grupper er fulaniere (17%), voltaic (12%), songhai og tuareg og moor (10%). Mali har historisk set gode inter-etniske forhold, selv om arvelige slaveriforhold eksisterer som spændte forhold mellem songhai og tuareg.
Fransk er Malis officielle sprog, men 40 eller mere afrikanske sprog bruges også af de adskillige etniske grupper. Omkring 80% af Malis befolkning kan kommunikere på bambara, som er landets lingua franca og handelssprog. Anslået 90% af malierne er muslimer (mest sunnier), 9% tilhører traditionelle religioner og 1% er kristne (omkring to-tredje romersk-katolske og en-tredje protestanter). Ateisme og agnosticisme er sjælden hos malierne, og de fleste udøver deres religion hver dag. Islam udøves i Mali moderat, tolerant og indføres i lokale levevilkår; forhold mellem muslimer og tilhængere af mindretalsreligioner er generelt fredelig. Forfatningen opretter en sekulær stat og sørger for tros- og religionsfrihed og regeringen accepterer for det meste denne ret.

### Sundhed og uddannelse
Mali har talrige sundhedsudfodringer i fattigdom, fejlernæring og mangelfuld hygiejne og kloakering. Malis sundheds- og udviklingsindikatorer er blandt de værste i verden. I 2000 havde blot 62-65% af befolkningen adgang til sikkert drikkevand og 69% til forsyningsservice. I 2001 havde anvendte regeringen omkring US$ 4 pr. indbygger til sundhed og sygdomsbehandling. Medicinske faciliteter er meget begrænset, og medicin findes kun i små mængder. Malaria og andre infektioner forårsaget af leddyr er almindelige i Mali, det samme er tallet af infektionssygdomme som kolera og tuberkulose. Malis børn lider også af fejlernæring og en lavt immunforsvar. Anslået 1,9% af den voksne befolkning havde HIV/AIDS og var blandt de laveste i Subsaharisk Afrika.
Uddannelse i Mali er principielt gratis og en pligt i ni år; mellem syv-16 år. Systemet omfatter seks års fri grundskole i starten af syvende år, fulgt af seks års gymnasium. Antallet af elever i Malis grundskoler er dog lavere, fordi familierne ikke kan dække udgifterne til skoleuniformer, bøger, mad og skolepenge. I skoleåret 2000-01 gik 61% af børnene i den skolepligtige alder i grundskolen (71% drenge og 51% piger); i slutningen af 1990’erne gik 15% af årgangene i gymnasiet (20% drenge og 10% piger). Uddannelsessystemet plages af mangel på skoler i byområderne og mangel på lærere og materialer. Anslået læsefærdighed i Mali ligger mellem 27-30% til 46,4%, med læsefærdigheder betydeligt lavere hos kvinder end mænd.

## Kultur

### Musik og litteratur
Maliske musiktraditioner er hentet fra griotterne, der er kendt som ”mindeholdere”. Malisk musik er mangeartet og har mange forskellige genrer. Berømte maliske musikere er koramusikeren Toumani Diabaté, guitaristen Ali Farka Touré, bandet Tinariwen og adskillige afro-pop-artister som Salif Keita, duoen Amadou et Mariam og Oumou Sangare. 
Til trods for, at Malis litteratur er mindre kendt end musikken, har Mali altid været et af Afrikas mest livlige intellektuelle centre. Malis litterære traditioner er hovedsageligt mundtlig, med jalis, der reciterer eller synger historier fra overleveringen. Amadou Hampâté Bâ, Malis kendteste historikere, brugte meget af sit liv på at dokumentere disse mundtlige traditioner. Den mest kendte roman er Yambo Ouologuems Le devoir de violence (dansk: "Pligten til vold"), der vandt Prix Renaudot i 1968, men blev beskyldt for plagiat. Andre kendte forfattere fra Mali er Baba Traoré, Ousmane Sembene, Modibo Sounkalo Keita, Massa Makan Diabaté, Moussa Konaté og Fily Dabo Sissoko.
Den varierede hverdagskultur afspejler landets etniske og geografiske forskelle. De fleste maliere bærer flagrende, farverige dragter boubous, som er typisk vestafrikansk. Maliere deltager ofte i festivaler, danse og ceremonier.

### Køkken
Ris og hirse er vigtige ingredienser i malianske mad, der er stærkt baseret på kornprodukter. Korn tilberedes ofte med sovse lavet af spinat-og baobabblade, med tomat eller med jordnød, eventuelt tilsat grillet kylling, lam, okse eller ged. Malisk mad varierer efter region.

### Sport
Den mest populære sport i Mali er fodbold, der blev mere fremtrædende, efter at Mali var vært for African Nations Cup i 2002. I de fleste byer spilles jævnligt fodboldkampe. de mest populære nationalhold er Djoliba, Stad og Real. Uformel fodbold spilles ofte af unge med et bundt klude som bold. Landet har haft adskillige spillere på franske hold, fx Salif Keita og Jean Tigana.
Basketball er en anden populær sport; Malis basketballlandshold for kvinder er det eneste afrikanske basketballhold, der dystede i Sommer-OL 2008. Traditionel brydning (la lutte) er også almindeligt, selv om interessen er faldet de senere år. Spillet wari, en variation af kalaha, er en almindelig hobby.